# Млечник зонистый
Мле́чник зо́нистый (лат. Lactárius circellátus) — гриб рода млечник (Lactarius) семейства сыроежковые (Russulaceae).

## Морфология
- Шляпка 3—8 (иногда до 10) см в диаметре, плоской, затем вдавленной формы, тонкомясистая, с волнистым краем. Кожица шляпки клейкая, свинцово- или буровато-серого цвета, иногда с оливковым оттенком, с многочисленными концентрическими кругами. Гифы кутикулы 3—6 мкм шириной.
- Гименофор пластинчатый, пластинки нисходящие на ножку, часто расположенные, узкие. Кроме пластинок имеются также пластиночки.
- Ножка 4—8 см длиной и 0,7—1,5 см в диаметре, цилиндрической формы или сужающаяся к основанию, полая, жёсткая, с гладкой буроватой поверхностью.
- Мякоть белого цвета, плотная, без особого запаха, с острым вкусом. Млечный сок белого цвета, при автооксидации цвет не меняет.
- Споровый порошок желтоватого цвета. Споры 6,6—7,8×5,7—7 мкм, с бородавчато-хребтовидной орнаментацией. Базидии 40—60×6,6—8,2 мкм. Цистиды 66—82×6,6—8,2 мкм, веретеновидной формы.

## Экология и распространение
Произрастает в смешанных и лиственных лесах с дубом, лещиной и берёзой, небольшими группами.
Известен в Евразии и Северной Америке. В России известен только на Дальнем Востоке.